# Rajd Liepāja 2017
Rajd Liepāja 2017 (Rally Liepāja 2017) – 5 edycja rajdu samochodowego Rajd Liepāja, rozgrywanego na Łotwie. Rozgrywany był od 6 do 8 października 2017 roku. Bazą rajdu była miejscowość Lipawa. Była to ósma runda Rajdowych Mistrzostw Europy w roku 2017. Do zawodów zgłosiło się 35 załóg.

## Wyniki końcowe rajdu[1]
| Miejsce    | Kierowca                   | Pilot                | Samochód                 | Czas       | Strata     | Pkt ERC    |
| ---------- | -------------------------- | -------------------- | ------------------------ | ---------- | ---------- | ---------- |
| 1          | Nikołaj Griazin            | Jarosław Fiedorow    | Škoda Fabia R5           | 1:19:22.1  | -          | 25+14      |
| 2          | Kalle Rovanperä            | Jonne Halttunen      | Ford Fiesta R5           | 1:19:40.6  | +18.5      | 18+12      |
| 3          | Łukasz Habaj               | Daniel Dymurski      | Ford Fiesta R5           | 1:22:14.9  | +2:52.8    | 15+8       |
| 4          | José Antonio Suárez        | Cándido Carrera      | Peugeot 208 T16          | 1:22:23.0  | +3:00.9    | 12+7       |
| 5          | Albert von Thurn und Taxis | Bjorn Degandt        | Škoda Fabia R5           | 1:24:54.4  | +5:32.3    | 10+2       |
| 6          | Reinis Nitišs              | Maris Neikšans       | Mitsubishi Lancer Evo IX | 1:25:37.2  | +6:15.1    | 8+1        |
| 7          | Linas Vaškys               | Laurynas Paškevičius | Mitsubishi Lancer Evo IX | 1:27:40.0  | +8:17.9    | 6          |
| 8          | Tom Kristensson            | Henrik Appelskog     | Opel Adam R2             | 1:27:44.8  | +8:22.7    | 4          |
| 9          | Tibor Érdi jun.            | György Papp          | Mitsubishi Lancer Evo X  | 1:27:52.6  | +8:30.5    | 2          |
| 10         | Chris Ingram               | Ross Whittock        | Opel Adam R2             | 1:28:17.4  | +8:55.3    | 1          |
| ·········· | ··········                 | ··········           | ··········               | ·········· | ·········· | ·········· |
| 24         | Jānis Berķis               | Edgars Čeporjus      | Ford Fiesta R5           | 1:51:33.1  | +32:11.0   | 0+3        |